# Tour du Limousin 1997
Il Tour du Limousin 1997, trentesima edizione della corsa, si svolse dal 19 al 22 agosto 1997 su un percorso di 698 km ripartiti in 4 tappe, con partenza e arrivo a Limoges. Fu vinto dall'estone Lauri Aus della Casino-C'est votre équipe davanti al francese Gilles Bouvard e al francese Cédric Vasseur.

## Tappe
| Tappa  | Data      | Percorso               | km    | Vincitore di tappa | Leader cl. generale |
| ------ | --------- | ---------------------- | ----- | ------------------ | ------------------- |
| 1ª     | 19 agosto | Limoges > Guéret       | 164   | Gilles Bouvard     | Gilles Bouvard      |
| 2ª     | 20 agosto | Moutier-d'Ahun > Tulle | 178   | Frédéric Guesdon   | Gilles Bouvard      |
| 3ª     | 21 agosto | Tulle > Saint-Junien   | 186,5 | Lauri Aus          | Gilles Bouvard      |
| 4ª     | 22 agosto | Saint-Junien > Limoges | 169   | Bruno Boscardin    | Lauri Aus           |
| Totale | Totale    | Totale                 | 698   |                    |                     |

## Dettagli delle tappe

### 1ª tappa
- 19 agosto: Limoges > Guéret – 164 km

| Pos. | Corridore          | Squadra       | Tempo    |
| ---- | ------------------ | ------------- | -------- |
| 1    | Gilles Bouvard     | Festina-Lotus | 4h03'01" |
| 2    | Lauri Aus          | Casino        | s.t.     |
| 3    | Maurizio Fondriest | Cofidis       | s.t.     |

| Pos. | Corridore      | Squadra       | Tempo    |
| ---- | -------------- | ------------- | -------- |
| 1    | Gilles Bouvard | Festina-Lotus | 4h03'01" |

### 2ª tappa
- 20 agosto: Moutier-d'Ahun > Tulle – 178 km

| Pos. | Corridore        | Squadra       | Tempo    |
| ---- | ---------------- | ------------- | -------- |
| 1    | Frédéric Guesdon | FDJ           | 4h04'50" |
| 2    | Emmanuel Magnien | Festina-Lotus | a 41"    |
| 3    | Arvis Piziks     | Rabobank      | s.t.     |

| Pos. | Corridore      | Squadra       | Tempo    |
| ---- | -------------- | ------------- | -------- |
| 1    | Gilles Bouvard | Festina-Lotus | 8h08'41" |

### 3ª tappa
- 21 agosto: Tulle > Saint-Junien – 186,5 km

| Pos. | Corridore          | Squadra       | Tempo    |
| ---- | ------------------ | ------------- | -------- |
| 1    | Lauri Aus          | Casino        | 4h51'15" |
| 2    | Gilles Bouvard     | Festina-Lotus | s.t.     |
| 3    | Maurizio Fondriest | Cofidis       | s.t.     |

| Pos. | Corridore      | Squadra       | Tempo     |
| ---- | -------------- | ------------- | --------- |
| 1    | Gilles Bouvard | Festina-Lotus | 12h59'56" |

### 4ª tappa
- 22 agosto: Saint-Junien > Limoges – 169 km

| Pos. | Corridore       | Squadra       | Tempo    |
| ---- | --------------- | ------------- | -------- |
| 1    | Bruno Boscardin | Festina-Lotus | 3h54'08" |
| 2    | Eddy Seigneur   | FDJ           | s.t.     |
| 3    | Gérard Rué      | Gan           | s.t.     |

| Pos. | Corridore      | Squadra       | Tempo     |
| ---- | -------------- | ------------- | --------- |
| 1    | Lauri Aus      | Casino        | 16h54'11" |
| 2    | Gilles Bouvard | Festina-Lotus | s.t.      |
| 3    | Cédric Vasseur | Gan           | s.t.      |

## Classifiche finali

### Classifica generale
| Pos. | Corridore          | Squadra                    | Tempo     |
| ---- | ------------------ | -------------------------- | --------- |
| 1    | Lauri Aus          | Casino-C'est votre équipe  | 16h54'11" |
| 2    | Gilles Bouvard     | Festina-Lotus              | s.t.      |
| 3    | Cédric Vasseur     | Gan                        | s.t.      |
| 4    | Maurizio Fondriest | Cofidis                    | s.t.      |
| 5    | Jean-Cyril Robin   | US Postal Service          | s.t.      |
| 6    | Peter Luttenberger | Rabobank                   | s.t.      |
| 7    | Bruno Boscardin    | Festina-Lotus              | a 1"      |
| 8    | Fabian Jeker       | Festina-Lotus              | a 3"      |
| 9    | Melchor Mauri      | ONCE                       | a 14"     |
| 10   | Gilles Maignan     | Mutuelle de Seine-et-Marne | a 1'45"   |